# Irán a 2002. évi téli olimpiai játékokon
Irán az egyesült államokbeli Salt Lake Cityben megrendezett 2002. évi téli olimpiai játékok egyik részt vevő nemzete volt. Az országot az olimpián 2 sportágban 2 sportoló képviselte, akik érmet nem szereztek.

## Alpesisí
Férfi
| Versenyző    | Versenyszám | 1. futam      | 1. futam      | 2. futam | 2. futam | Összesítés | Összesítés |
| Versenyző    | Versenyszám | Idő           | Hely.         | Idő      | Hely.    | Idő        | Helyezés   |
| ------------ | ----------- | ------------- | ------------- | -------- | -------- | ---------- | ---------- |
| Báger Kalhor | Műlesiklás  | nem ért célba | nem ért célba | kiesett  | kiesett  | kiesett    | kiesett    |

## Sífutás
Férfi
| Versenyző                  | Versenyszám              | 10 km klasszikus | 10 km klasszikus | 10 km szabad | 10 km szabad | Helyezés |
| Versenyző                  | Versenyszám              | Idő              | Hely.            | Időhátrány   | Idő          | Helyezés |
| -------------------------- | ------------------------ | ---------------- | ---------------- | ------------ | ------------ | -------- |
| Szejed Mosztafa Mir Hásemi | 10 + 10 km üldözőverseny | 34:42,7          | 76.              | kiesett      | kiesett      | kiesett  |